# Open Babel
Open Babel — це вільна прикладна програма, призначена для перетворення різних форматів файлів хімічних структур. Відповідно до своїх можливостей ця програма більше належить до категорії хемоінформатики, ніж до молекулярного моделювання. Доступна для операційних систем сімейства Windows, Unix, та Mac OS. Поширюється на умовах GNU GPL.
Заявлена мета проекту звучить так: «Open Babel це проект, який розробляється і підтримується спільнотою науковців, як кросплатформна програма та бібліотека для потреб молекулярного моделювання, хімії та багатьох інших суміжних, з можливостями перетворення форматів файлів та даних.»

## Основні властивості
- хімічна експертна система
- взаємні перетворення багатьох хімічних форматів файлів
- підструктурний пошук (оснований на технології SMARTS)
- fingerprint calculation
- обгортки для таких мов програмування Python, Perl, Java, Ruby, C#[1]